# Weidigsbach (Buchenbach)
Der Weidigsbach ist ein gut zwei Kilometer langer Bach im unterfränkischen Landkreis Main-Spessart, der zum größten Teil auf dem Gebiet der Stadt Karlstadt verläuft und von Osten und rechts in den Buchenbach mündet.

## Geographie

### Verlauf
Der Weidigsbach entspringt auf einer Höhe von 295 m ü. NHN etwa 1,4 km westsüdwestlich des zur Stadt Karlstadt gehörenden Gemeindeteils Erlenbach in einem Acker direkt südlich eines Feldwegs und westlich der MSP 13. Seine nur intermittierend wasserführende Quelle liegt in der Gemarkung des Karlstadter Stadtteils Wiesenfeld am Westfuß des 325 m ü. NHN hohen Eichelbergs.
Er fließt zunächst stark begradigt knapp 400 m westwärts durch die Felder und Äcker der Flur Weidig, kreuzt dann einen Wirtschaftsweg und nimmt gleich danach auf seiner rechten Seite einen etwa 0,9 km langen Wassergraben auf, der ihm vom Norden im fast rechten Winkel zufließt.
Etwa 300 m südlich liegen dort die Überreste einer Siedlung sowie ein Bestattungsplatz mit Grabhügeln aus vorgeschichtlicher Zeit. Der Weidigsbach läuft nun zunächst durch ein Großseggenried und dann durch feuchte und nasse Hochstaudenfluren und wird knapp einen halben Kilometer später diesmal auf seiner linken Seite von einem Wassergraben gespeist. Knapp 300 m südsüdöstlich von dort wurde ein Bestattungsplatz mit Grabhügeln der Hallstattzeit entdeckt. Einige Meter später fließt ihm von rechts ein Bächlein zu, das aus dem Waldgewann Haining kommt.
Der Weidigsbach zieht nun durch die Felder der Flur Im Weidig an den Resten einer auf seiner rechten Seite liegenden Siedlung der Bronzezeit und der jüngeren Latènezeit vorbei und auch auf der anderen Seite befinden sich dort Siedlungsspuren aus vorgeschichtlicher Zeit. Der Bach unterquert dann eine Verbindungsstraße, die das Dorf Erlenbach mit dem zur Gemeinde Steinfeld gehörenden Ortsteil Hausen verbindet, und betritt sogleich den Naturpark Spessart.
Der Bach fließt nun weiterhin westwärts etwa 100 m südlich des Dorfs in der Flur Kuhnig  durch seggen- und binsenreiche Nasswiesen mit Sümpfen am Nordrand des Waldgewanns Rabenschlag an der Gemeindegrenze von Karlstadt zu Steinfeld entlang und wird dann etwa 100 m später auf seiner rechten Seite von einem Feldbächlein gespeist. Dieses Bächlein fließt zuletzt durch eine Freilandstation des Mesolithikums und eine Wüstung des hohen Mittelalters. Westlich des Bächleins liegt eine Kläranlage.
Der Weidigsbach läuft danach ungefähr 300 m entlang der am Nordrand eines Waldes verlaufenden Stadtgrenze durch Feuchtwiesen und Magerweiden, tritt dann in einen Mischwald ein und wird dort wiederum von rechts von einem weiteren Zufluss gespeist. Er quert bald darauf die Stadtgrenze ins Gebiet der Gemeinde Steinfeld hinüber. Der Bach mäandert nun südwestwärts durch die Grenzbachschlucht, wird dann von einem Steg überbrückt und unterfließt kurz danach den Buchentalweg.
Er verlässt nun den Wald und mündet schließlich bei einer Furt zwischen den Fluren Buchrain im Süden und Der Schlag im Norden auf einer Höhe von 239 m ü. NHN etwa 300 m nordnordwestlich der ehemaligen Mittelmühle (heute Buchenhof) von rechts in den aus dem Südsüdosten kommenden Buchenbach.
Sein 2,35 km langer Lauf endet ungefähr 56 Höhenmeter unterhalb seiner Quelle, er hat somit ein mittleres Sohlgefälle von etwa 24 ‰.

### Einzugsgebiet
Das 4,24 km² große Einzugsgebiet des Weidigsbachs liegt im Naturraum Marktheidenfelder Platte und wird durch ihn über den Buchenbach, den Main und den Rhein zur Nordsee entwässert.
Es grenzt
- im Nordosten an das Einzugsgebiet des Riedgrabens, der über den Ziegelbach in den Main entwässert;
- im Osten an das des Dorfgrabens der in den Ziegelbach mündet;
- im Südosten an das des Eckersbrunnengrabens, der in den Riedgraben mündet;
- im Süden an das des Mülbesgrabens[4], der in den Riedgraben mündet;
- im Nordwesten an das des Höllgrabens, der in den Buchenbach mündet und
- im Norden an das des Solgrabens, der in den Ziegelbach mündet.

Das Einzugsgebiet wird zum größten Teil landwirtschaftlich genutzt, Teile im
Nordosten und der Mündungsbereich sind bewaldet. Die höchsten Erhebungen sind der Sperbühl und der Eichberg, die beide 325 m hoch sind.

## Geologie
Die Talfüllung besteht aus pleistozänen bis holozänen Lehmen oder z. T. kiesigen Sanden. Das nördliche Quellgebiet wird vom rotvioletten, violettbraunen und braunroten Tonschluffgestein der Röt-Formation, einer Untergruppe der Buntsandstein-Gruppe der Germanischen Trias dominiert. Am Mittellauf kommt Löß oder Lößlehm mit feinsandig Schluff vor. Der Mündungsbereich wird von Plattensandstein und Grenzquarzit mit violettrotbraunen, graugrünen und hellgrauen fein- bis mittelkörnigen Sandgestein geprägt.

## Freizeit und Erholung
Am Unterlauf des Weidigsbachs führt der 3,5 km lange Archäologische Wanderweg entlang.